# Angel's Voice
「Angel's Voice」(エンジェルズ ヴォイス)は、UP-BEATの11枚目のシングルである。
5枚目のアルバム『Weeds & Flowers』からの先行シングルで、東川真二(ギター)と水江慎一郎(ベース)脱退後初のシングル。

## 収録曲
| 全作詞・作曲: 広石武彦。 |                                          |          |            |                       |      |
| #                        | タイトル                                 | 作詞     | 作曲・編曲 | 編曲                  | 時間 |
| 1.                       | 「Angel's Voice」                        | 広石武彦 | 広石武彦   | UP-BEAT・ホッピー神山 | 5:05 |
| 2.                       | 「スキャンダラスな君の夜」('90s Version) | 広石武彦 | 広石武彦   | UP-BEAT               | 5:00 |